# Feminismo en Honduras
El Movimiento Feminista en la república de Honduras, tuvo su mayor auge a mediados del siglo XX. Las féminas hondureñas se lanzaron a las calles con el objeto de solicitar igualdad de derechos con sus contrapartes masculinos.

## Historia

### sigloXIX
La fundación del movimiento de liberación femenina en Europa y luego en Estados Unidos; cuyo fin era el de exigir igualdad de derechos a los de los hombres, en cuanto a trabajos, sueldos, reconocimientos académicos, etc. sobre todo, para eliminar el rol de la mujer como posesión de sus familias o maridos, ni estuvieran destinados únicamente a servir en sus hogares, facilitando la independencia y empoderamiento económico y social de las mujeres.
Los aspectos machistas heredados de la conquista europea y que fueron remarcados en América Latina, pero a mediados del siglo XIX y principios del siglo XX el cambio feminista fue avanzando poco a poco en la sociedad.

### sigloXX
El primer gremio feminista fue la "Sociedad Cultural Femenina" la cual estaba compuesta por mujeres de letras y maestras, fue iniciativa de la profesora Visitación Padilla junto a ella, estaban también: Graciela Amaya de García, Antonieta, Jesús, Mariana y Ceferina Elvir, María Luisa Medina, Eva Sofía Dávila, Goya Isabel López, Flora Suazo, Ángela y Genoveva Andino, Natalia Triminio, Rosita Amador, Juana Ochoa, Sofía Vega, María López, Adriana Hernández, Florencia Padilla, Rosa Flores; esta sociedad se uniera a la "Federación Obrera Hondureña" y así también promovió la creación de la "Liga Antialcohólicas de Mujeres", de esta forma se empeñaba en la educación para adultos y sobre todo para la de las mujeres.

#### Sufragio femenino en Honduras
La "Sociedad Cultural Femenina" luchó previamente por los derechos políticos de la mujer, antes y durante el régimen del doctor y general Tiburcio Carías Andino, con amplía mayoría representativa en el parlamento hondureño. Según la historia, desde la creación oficial del Estado de Honduras en 1825, la mujer no ejercía el voto, es así que se producían solicitudes para reivindicar este derecho humano igualitario para las mujeres hondureñas, en la presidencia de Julio Lozano Díaz se emitió la "Ley de Defensa del Régimen Democrático y los Derechos Políticos de la Mujer", este último que se hizo patente cuando el Congreso Nacional emitió el Decreto n.º 30 que modificaba el Decreto n.º 24 en el cual consolidaba los derechos políticos, civiles y sociales de la mujer hondureña.
Los inicios del siglo XX, trajeron una amplía gama de ideas revolucionarias en lo femenino, entre ellas el sufragio, es así que las mujeres hondureñas empezaron a vincularse y atar estas ideas propias de su condición y género. Principiando un 2 de febrero de 1946 cuando la escritora feminista Lucila Gamero organizó junto a un grupo de sufragistas la Sociedad Femenina Panamericana, entidad para la lucha de los derechos femeninos en Latinoamérica, seguidamente el 5 de marzo de 1947 se organizó el Comité Femenino Hondureño, afiliado a la Comisión Interamericana de Mujeres con el objetivo de obtener derechos políticos y derecho al voto o sufragio para las mujeres.
Un hecho sin precedente ocurrió en 1949, cuando el Comité Femenino hondureño, utilizó una radio por medio del programa de avivamiento "La Hora de la Mujer" para divulgar sus demandas.
Las jóvenes universitarias en 1950 fundaron la "Asociación de Mujeres Universitarias", agrupación que se sumó a otras ya organizadas para fundar en 1951 la Federación de Asociaciones Femeninas de Honduras (FAFH). 
Entre 1948 y 1954 el Congreso Nacional de Honduras únicamente estuvo representado parlamentariamente por diputados del Partido Nacional, debido a que el Partido Liberal, no se presentó a las elecciones generales de Honduras de 1948; en 1949 el Congreso -nacionalista- conoció la presentación de una moción propuesta por los diputados Jesús Villela Vidal y Eliseo Pérez Cadalso, en la cual solicitaban "Otorgar la ciudadanía a las mujeres hondureñas", los debates entre la mayoría de diputados nacionalistas, siempre resultaba ganador y en contra de la moción.)
En el mes de enero de 1954 la cámara de diputados del Congreso Nacional de Honduras y bajo presión de las organizaciones feministas y de la ciudadanía hondureña, resolvió aprobar -por unanimidad- el Decreto n.º 30 concediéndole la ciudadanía a las mujeres; antes de entrar en vigor, la resolución debía pasar previamente por ser ratificado por la Legislatura de 1955, por lo que las mujeres quedarían fuera de votar en las Elecciones generales de Honduras de 1954 a celebrarse en el mes de octubre. El 24 de enero de 1955, siendo el Jefe de Estado el contable Julio Lozano Díaz se ratificó el Decreto 30 de 1954, mediante Decreto-Ley Número 29.  
En 1957 las mujeres se acercaban a las urnas a depositar el voto por primera vez en la historia de Honduras. El Partido Comunista de Honduras, PCH, en su corta vida en la nación centroamericana dio gran empuje al feminismo trabajador y obrero, ya que mediante la "Asociación de Mujeres" ligada a su organización política, avivaban las voces de estas, durante y después del régimen de Carías y sus sucesores nacionalistas -Gálvez y Lozano Díaz- todo con el fin de que sean escuchadas y tomadas en cuenta.

## Retos del feminismo en Honduras en elsigloXXI
Si bien, el feminismo en la república de Honduras ha avanzado lentamente en algunas áreas, como el derecho al voto, la participación en política, el acceso a la educación superior y en el campo laboral, en el siglo XXI; las mujeres se han quedado aun rezagadas en muchos otros de sus derechos; en algunos casos, se ha retrocedido varias décadas e incluso siglos, como son los siguientes campos:

### Liberación social y de elección de vestimenta
El gobierno de la república de Honduras, como otros grupos sociales han intentado coartar la libertad social y elección de vestimenta de las mujeres; por tal motivo se les ordenaba asistir a sus puestos de labores con uniforme. Durante la administración de Juan Orlando Hernández se prohibió a las mujeres que trabajan como funcionarias y empleadas de las oficinas gubernamentales tanto en el Congreso Nacional como en la Corte Suprema de Justicia, vestir con minifaldas, con ropa ajustada al cuerpo, escotes, minivestidos, jeans, zapatos de tenis y sandalias. Estas prohibiciones fueron calificadas como medievales y talibanes por diversas organizaciones feministas en Honduras, al intentarse apropiarse de las decisiones o libertad de vestimenta que corresponde a cada ciudadana y no al gobierno electo para servir al pueblo y no para esclavizarlo. Además, el mismo gobierno mediante su Secretaría de Derechos Humanos, Justicia, Gobernación y Descentralización prohibió los concursos de camisetas mojadas para, según ellos "proteger la moralidad y las buenas costumbres".
Después de dichas prohibiciones de vestimentas a las mujeres por el gobierno de Juan Orlando Hernández, un grupo de pandillas aprovechando la situación, golpeaba a mujeres que se teñían el cabello en color rubio.

### Independencia laboral y libertad de ejercicio de su profesión
Muchas mujeres en Honduras luego de finalizar sus estudios, suelen no ejercer su profesión al retirarse para cuidar de sus hijos, debido a que la situación laboral no asigna suficiente tiempo para que los padres (padre y madre) puedan dedicar a sus hijos, siendo en algunos casos de unas pocas semanas.

### Erradicación de los Feminicidios
Las mujeres, al igual que el resto de la población sufren del flagelo del sicariato, el cual se debe a la impunidad imperante el país, sumando fuerzas con los demás sectores para combatirlo y erradicarlo.

### Garantizar sus derechos reproductivos y restituir la legalización de la píldora del día después
El 2 de abril de 2009 el Congreso Nacional de Honduras, dirigido por el señor Roberto Micheletti, prohibió la venta en Honduras de la píldora del día después, siendo de esta forma Honduras, el único país de Latinoamérica donde se ha ilegalizado la venta de dicha píldora; siendo el segundo país en América con más embarazos adolescentes, donde no existe una adecuada educación sexual y en donde la mayoría de mujeres son abusadas por los mismos miembros de sus familias, teniendo que soportar de esta forma, no solo el abuso de sus familiares, sino también la responsabilidad de cuidar niños que no planificaron tener, dejando sus estudios para dedicarse al cuidado de un niño, sin tener independencia económica y en muchos casos ni trabajo y teniendo que convivir también con el abuso de sus mismos familiares.

## Mujeres hondureñas ilustres
Mujeres en la historia de Honduras que han sobresalido: 

### Mujeres hondureñas en política
- Micaela Josefa Quezada Borjas, Primera mujer en ser Primera dama de Honduras.
- María Josefa Lastiri Lozano, Primera hondureña en ser primera dama de Centroamérica.
- Carmen Griffin de Lefreve, Herlinda Blanco de Bonilla del Partido Liberal de Honduras y Carmen Meléndez de Cálix, del Partido Nacional de Honduras. Primeras mujeres diputadas en el Congreso Nacional de Honduras en 1957.
- Victoria Burchard de Castellón, Primera mujer en ser Secretaría general del Consejo Nacional de Elecciones de Honduras en 1957-1963.
- Alba Alonzo de Quezada, primera mujer Ministra de Trabajo y Previsión Social entre 1965-1971.
- Gabriela Núñez de Reyes, Primera mujer Presidenta del Banco Central de Honduras.
- Margarita de Pineda, Primera mujer Alcalde de Santa Rosa de Copán (1982).
- Margarita Dabdoub Sikaffi, (Margie de Dip) Primera alcaldesa de La Ceiba.
- Nora Gúnera de Melgar, Primera alcaldesa de Tegucigalpa y primera mujer en ser candidata presidencial.
- Xiomara Castro Sarmiento, Primera mujer en ser presidenta de la República.[16]

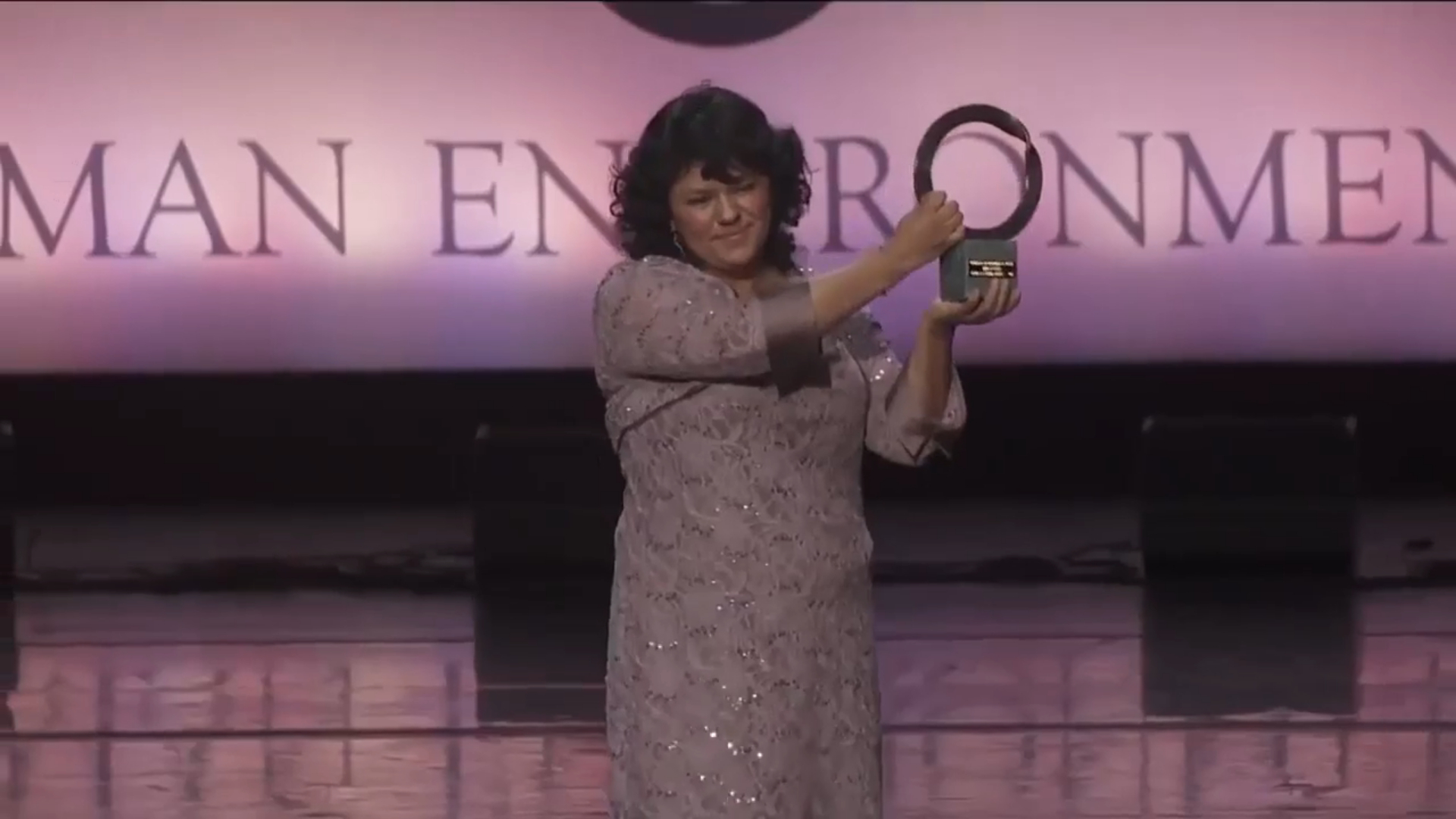
Berta Cáceres, activista por los derechos de los pueblos indígenas, recibe el premio medioambiental Goldman en 2015

### Mujeres hondureñas activistas
- Enriqueta Lazarus, activista y Presidenta de la Cruz Roja Hondureña.
- Sor María Rosa, activista y fundadora de Aldeas S.O.S. Honduras.
- Blanca Jeanette Kawas, activista ecológica.[Nota 4]
- Berta Cáceres, líder indígena Lenca.[Nota 5]
- Ana Mirian Romero, miembro del Movimiento Independiente Lenca de La Paz (MILPAH) ganadora del premio internacional Front Line Defenders 2016 en Dublin.[17]
- Lesbia Yaneth Urquía Urquía, activista del (COPINH), asesinada en 2016.[18][19][20]

#### Mujeres hondureñas feministas
- Lucila Gamero, la primera escritora profesional de Honduras, médica y materializadora del derecho al voto o sufragio femenino en Honduras.
- Visitación Padilla, (Río Abajo/Ojo de Agua, Talanga, Francisco Morazán, 2 de julio de 1882 – 12 de febrero de 1960, Comayagüela) Maestra y activista feminista.
- María Trinidad del Cid, escritora, periodista y materializadora del derecho al voto o sufragio femenino en Honduras.
- Olimpia Varela y Varela (Yoro, 1889 - 1986, Tegucigalpa) Educadora, feminista y escritora. Fundadora de varias revistas de carácter literario.[Nota 6]

### Mujeres hondureñas en el Ministerio de Defensa y las Fuerzas Armadas
- La coronela María Cárcamo, en 1932 tomó acción en un combate que duró 11 horas.
- Elizabeth Handal Capitán de aviación, primera mujer hondureña piloto, graduada en la Escuela de Aviación de El Salvador.
- Nubbia Patricia Andrade Pazzetti Capitán de aviación, primer lugar de la Promoción de la Academia Militar de Aviación de Honduras Capitán Raúl Roberto Barahona Lagos.
- Coralía Rivera Primera mujer en ser alto oficial de la Policía Nacional.

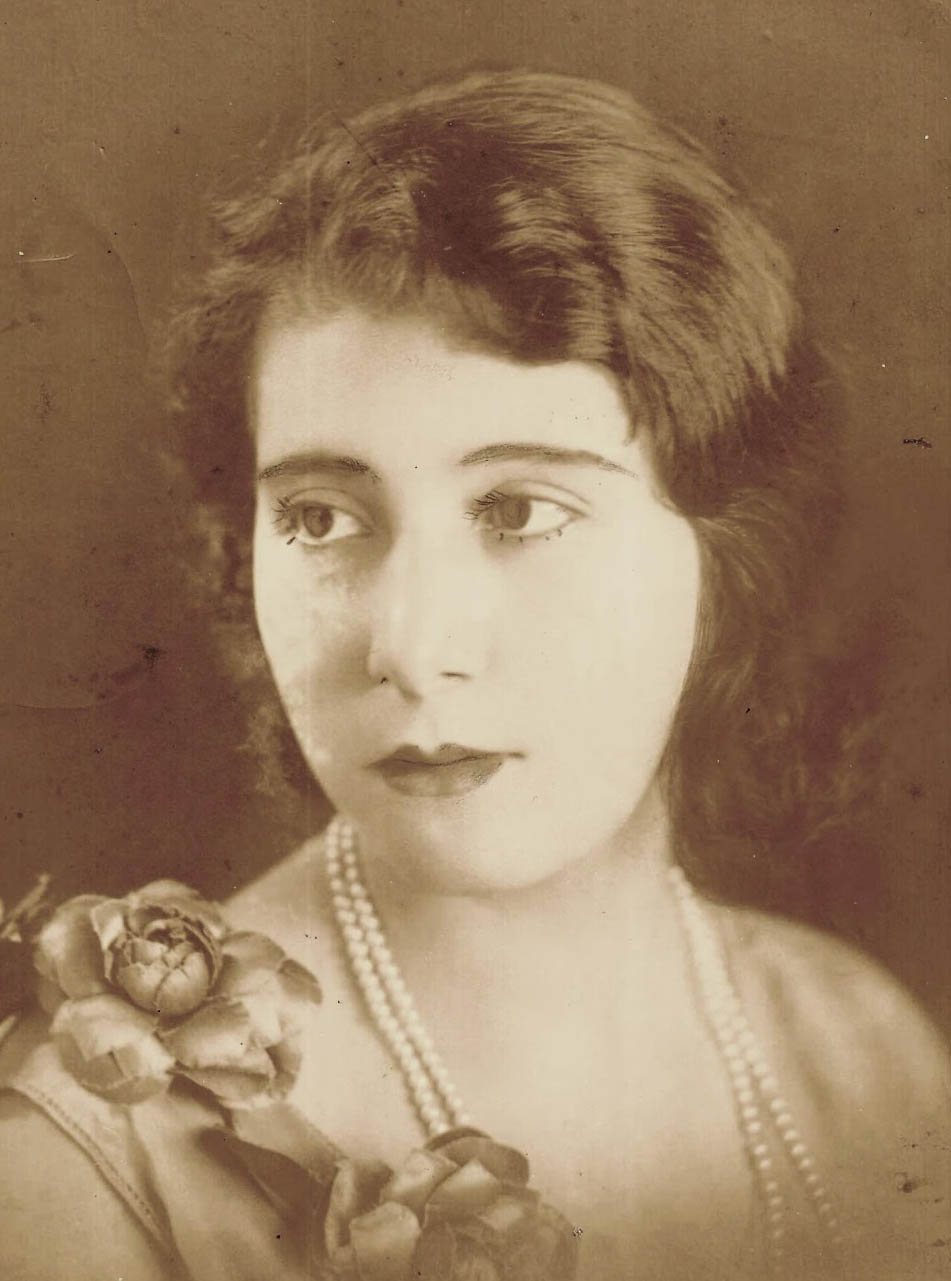
Argentina Díaz Lozano

### Mujeres hondureñas escritoras
- Ana Mateo Arbizú Flores de Guardiola, (1830-1903) poetisa y primera feminista hondureña.
- Argentina Díaz Lozano primera hondureña en ser nominada al Nobel de Literatura.
- Lucila Gamero de Medina novelista, sus obras han sido traducidas a varios idiomas.
- Francisca Navas Paca escritora feminista.
- Fausta Ferrera (Santa Cruz de Yojoa, Cortés, 1891- ¿?) Poetisa y narradora.
- Amanda Castro (1962-2010) Poetisa y promotora de la literatura femenina.
- Blanca Guifarro (1946) Poetisa y escritora, fundadora de la Cátedra Estudios de la Mujer de la Universidad Nacional Autónoma de Honduras.
- Wendy Nóchez escritora más joven de Honduras, lenca y activista social

### Mujeres hondureñas profesionales
- Liliana Cañadas Mejía. Primera profesional Máster en Ciencias de la Información y Primera hondureña funcionaria Profesional en la Oficina Internacional del Trabajo (OIT)

- Neida Sandoval, Primera periodista hondureña que laboró en UNIVISION.
- María Cristina Pineda Suazo Astrónoma y divulgadora científica, catedrática de la UNAH.
- Annabell Ferrera Doctora en Biología y divulgadora científica.[21]
- Karen Matute, Real Escuela Superior de Arte Dramático de Madrid, España.
- Carol Miselem, primera mujer hondureña técnico ingeniero de la NASA.
- Yeny Carias, catedrática de la UNAH, desarrolladora del sistema de lenguaje de señas hondureño (LESHO).
- Maribel Martínez de Lieberman, Presidenta de MarieBelle Chocolates.
- Michelle Sorensson, Bailarina profesional y miembro de la FWD Youth Company de Islandia.

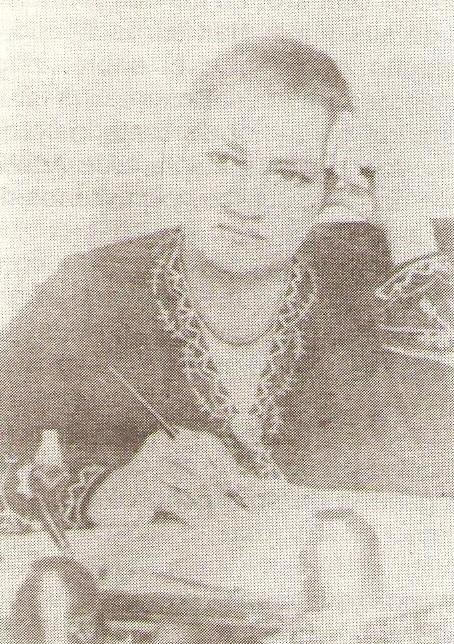
Lucila Gamero

#### Primeras mujeres egresadas de la UNAH
Una vez permitido el acceso de las mujeres al primer Centro de Estudios superiores, las pioneras en egresar son las siguientes:
- 1924   Medicina y Cirugía, Lucila Gamero.
- 1936 	Química y Farmacia 	Corina Barahona Carrasco
- 1945 	Derecho 	María García Jovel
- 1947 	Medicina 	Martha Raudales Alvarado
- 1952 	Ingeniería Civil 	Irma Acosta Mejía
- 1954 	Economía 	Marina Osorio de Napky
- 1960 	Químico Clínico 	Elvira Castejón
- 1961 	Odontología 	Celina A. Acosta Z.
- 1968 	Psicología 	Rina Turcios Raudales
- 1969 	Pedagogía 	Concepción M. de Membreño
- 1972 	Enfermería 	Ana María Dávila de Sánchez
- 1973 	Periodismo 	Lidiette M. de Charpentier
- 1973 	Microbiología 	María Luisa Escoto
- 1973 	Trabajo Social 	Rosa E. Rodríguez B.
- 1974 	Administración de Empresas 	Reina I. Palma Gutiérrez
- 1974 	Contaduría Pública 	María E. Domíngez
- 1974 	Ingeniería Agronómica 	Francisca Aguilar Palma
- 1975 	Matemática 	Rosibel Pacheco de Gutiérrez
- 1975 	Biología 	Gloria Suyapa de Martínez
- 1977 	Administración Pública 	Lidia E. Rodríguez
- 1977 	Ingeniería Química 	Sandra Elisa Padilla
- 1977 	Química y Farmacia 	Lorena Lissette Alvarenga
- 1979 	Ingeniería Forestal 	Leslie R. Rápalo P.
- 1980 	Ingeniería Mecánica 	Irasema Nolasco López
- 1981 	Física 	Daisy R. Rodríguez Milla
- 1981 	Letras 	Olga M. Joya Sierra
- 1982 	Historia 	Eloisa Aguilar Palma
- 1983 	Ingeniería Eléctrica 	Laura Esther Nuñez Cubas
- 1983 	Arte 	Norma Ondina H. de Leitzelar
- 1983 	Ciencias Sociales 	Betulia Cabañas de Bonilla
- 1985 	Filosofía 	Mimí Díaz Bueso
- 1985 	Ingeniería Industrial 	Jeanette León de Quán
- 1987 	Economía Agrícola 	Jackqueline F. de Rivera
- 1988 	Administración Aduanera 	Miriam Magdalena Lanza
- 1990 	Administración Bancaria 	María Victoria Fúnez
- 1990 	Informática Administrativa 	Caridad Pineda Ponce
- 1990 	Arquitectura 	Alicia Margariata Pino Raudal
- 1990 	Educación Física 	Leticia Castro Rivera
- 1990 	Administración Agropecuaria 	Sara Luz Valeriano Barahona
- 1990 	Administración Agropecuaria 	Idalia Zerbando Bonilla Ochoa
- 1990 	Administración Agropecuaria 	Rosa María Sánchez de Salinas
- 1990 	Administración Agropecuaria 	Alba Luz Maya Castillo
- 1990 	Administración Agropecuaria 	Edda Humbertina Peña Ortiz
- 1990 	Administración Agropecuaria 	Angela Rosario Donaire Padilla
- 1990 	Administración Agropecuaria 	Maritza Lizeth Valladares Moncada
- 1990 	Administración Agropecuaria 	Rusbelinda Sánchez Maradiaga
- 1990 	Administración Agropecuaria 	Zulema Centeno Rodríguez
- 1990 	Administración Agropecuaria 	Blanca Lilia Romero Duarte
- 1990 	Administración Agropecuaria 	Erlinda Aracely Díaz Salinas
- 1990 	Administración Agropecuaria 	Sandra Elizabeth O'hare Mendoza
- 1990 	Administración Agropecuaria 	María Elpidia Villatoro Guevara
- 1990 	Administración Agropecuaria 	Mirna Edelia Licona
- 1993 	Lenguas Extranjeras 	Sandra Argentina Mejía
- 1993 	Sociología 	Isis Rubenia Mejía Mendoza
- 1997 	Comercio Internacional 	Cintia Fabiola Gómez Aguilar
- 1997 	Comercio Internacional 	Sonia Alexiana Barrientos Núñez

#### Mujeres hondureñas deportistas
- Ana Joselina Fortín Pineda, Natación, atleta medallista.

#### Mujeres hondureñas cineastas
- Vilma Martínez, sonidista
- Norma de Kafati, sonidista
- Marisela Bustillo, productora

- Katia Lara, documentalista, directora, productora
- Laura Bermúdez, documentalista, directora
- Ana Martins, productora[23]
- Esther Anino, productora, documentalista, guionista y directora.

## Asociaciones Hondureñas Femeninas y otras entidades protectoras
- Asociación Cristiana de Mujeres Jóvenes (YWCA de Honduras)
- Comité Latinoamericano y del Caribe para la Defensa de los Derechos de las Mujeres (CLADEM-Honduras);
- Centro de Derechos de Mujeres, CDM;
- Centro de Estudios de la Mujer Honduras CEM-H;
- Colectivo Feminista Mujeres Universitarias, COFEMUN;
- Movimiento de Mujeres Socialistas, “Las Lolas”;
- Centro de Estudio y Acción para el Desarrollo, CESADEH;
- Jóvenes Feministas Universitarias;
- Red de Mujeres Jóvenes;
- Comisión de Mujer Pobladora;
- Articulaciones Feministas de Redes Locales;
- Convergencia de Mujeres de Honduras;
- ANDEH, Asociación Nacional de Escritoras de Honduras;
- Proyecto de Atención Integral a la Mujer (PRAIM/Agencia de Cooperación Técnica Alemana) GTZ

## Días festivos para la mujer hondureña
Los días festivos para la mujer hondureña son:
- 25 de enero: Día de la Mujer hondureña
- Segundo día domingo de mayo: Día de la Madre, emitido mediante Decreto n.º 32 de fecha 24 de enero de 1927 por el Congreso Nacional de Honduras.